# Volvo Defense
Volvo Defense Aktiebolag är ett svenskt företag inom försvarsindustrin och ingår i Volvokoncernen som dotterbolag till AB Volvo. Volvo Defense har sitt huvudkontor i Göteborg.
Volvo Defense utför modifikationer enligt kundernas önskemål på produkter från övriga Volvo-koncernen, däribland lastbilar, bussar, byggfordon och motorer. Bland beställarna återfinns både internationella organisationer och svenska företag.